# Śródmięsna
Śródmięsna – rodzaj błony zbudowanej z tkanki łącznej luźnej, otaczającej poszczególne włókna mięśniowe w mięśniu poprzecznie prążkowanym. Zawiera liczne włókna siateczkowe i kolagenowe (typ I) oraz komórki tkanki łącznej właściwej, szczególnie fibroblasty. W śródmięsnej znajduje się gęsta sieć naczyń włosowatych, doprowadzających do mięśnia substancje odżywcze oraz nerwy i naczynia limfatyczne. Jej główną funkcją, oprócz odżywiania mięśnia, jest łączenie komórek mięśniowych, co pozwala na skoordynowane skurcze i rozkurcze.